# 奢崇明
奢崇明（？—1629年），明朝天启时贵州的永宁（今四川叙永）宣抚使，乃水西（今贵州黔西）宣慰使安位之舅。

## 生平
萬曆三十六年（1608年），永寧宣撫使奢效忠去世，其獨子奢崇周又卒，遂由其弟奢進忠之子奢崇明繼位。此時水西土司安疆臣去世無子，由鎮雄土官安堯臣繼任水西土司。安堯臣占據著鎮雄，試圖控制永寧之地，多次派鎮雄土兵支持自己的妻弟奢崇禮爭奪永寧宣撫使之位。在四川省撫臣的提議下，明廷免去安堯臣的鎮雄土官之職，讓他回到水西。
萬曆四十一年（1613年），安堯臣去世，其子安位繼任水西土司，由母親奢社輝攝政。奢社輝雖然是奢崇明的妹妹，但永寧和水西還是發生爭奪土地的事件，互相仇殺。
天启元年（1621年），奢崇明趁明朝与后金作战之机起兵反明，杀巡抚徐可求，建年号瑞应。安位的族叔安邦彦也與之勾結，占據水西反叛，自称罗甸王，史稱奢安之亂。叛軍一度占领重庆，分兵陷合江、纳溪、泸州，在攻成都時，使用呂公車。天启三年（1623年），被明朝名将秦良玉等击败，退守永宁，投靠安邦彦。安邦彥破烏撒衛，指揮管良相自焚死。崇祯元年（1628年），奢崇明自称大梁王，安邦彦为四裔大长老。次年，在永宁遇朱燮元攻擊，奢崇明與安邦彦皆战死，崇祯三年（1630年），安位投降。